# Scaptesylodes
Scaptesylodes är ett släkte av fjärilar. Scaptesylodes ingår i familjen Crambidae.
Kladogram enligt Catalogue of Life:
| Scaptesylodes | \| \| Scaptesylodes incerta \| \| \| \| \| \| Scaptesylodes modica \| \| \| \| |
|               | \| \| Scaptesylodes incerta \| \| \| \| \| \| Scaptesylodes modica \| \| \| \| |
|               | Scaptesylodes incerta                                                          |
|               |                                                                                |
|               | Scaptesylodes modica                                                           |
|               |                                                                                |